# Blaton
Blaton es un antiguo municipio de Bélgica, en la provincia de Henao de la Región Valona que en 1977 se integró en la municipio de Bernissart. El historiador local Louis Sarot  habla de la pequeña Venecia de Henao porque al cruzarse los canales Nimy-Blaton-Péronnes y Blaton-Ath crean un característico paisaje, muy buscado por turistas,  navegantes y pescadores.
Se encontraron restos arqueológicos muy antiguos. En la Edad Media, Blaton formaba parte del Condado de Valenciennes. En Blaton tuvieron lugar entre el 23 y 27 de septiembre de 1792 los primeros enfrentamientos entre civiles, preludio de la Batalla de Jemappes.  Tras el Congreso de Viena pasó al Reino Unido de los Países Bajos y en 1830 formó parte de la nueva Bélgica.
El suelo no es muy fértil, pero la agricultura fue la actividad económica principal durante siglos. Las canteras fueron la primera actividad industrial, seguidas en el XVIII de las minas de carbón, de cal y fábricas de tejas. En el XIX se añadieron fábricas de textil y astilleros atraídos por el cruce de los canales. Después de la Segunda Guerra Mundial comenzó el ocaso de la industria pesada y Blaton volvió a su papel agrario, con un pequeño centro de servicios comerciales. 
Es el único pueblo de la Región Valona que tiene una iglesia católica dedicada al Día de Todos los Santos. 

## Galería

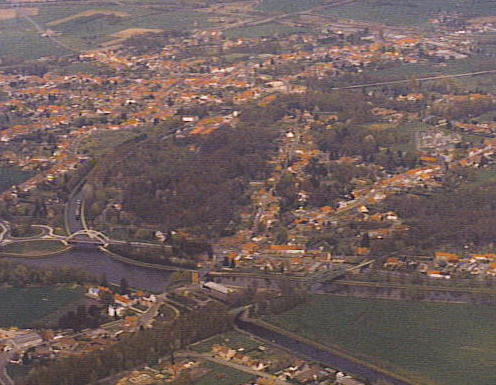
La confluencia de los canales
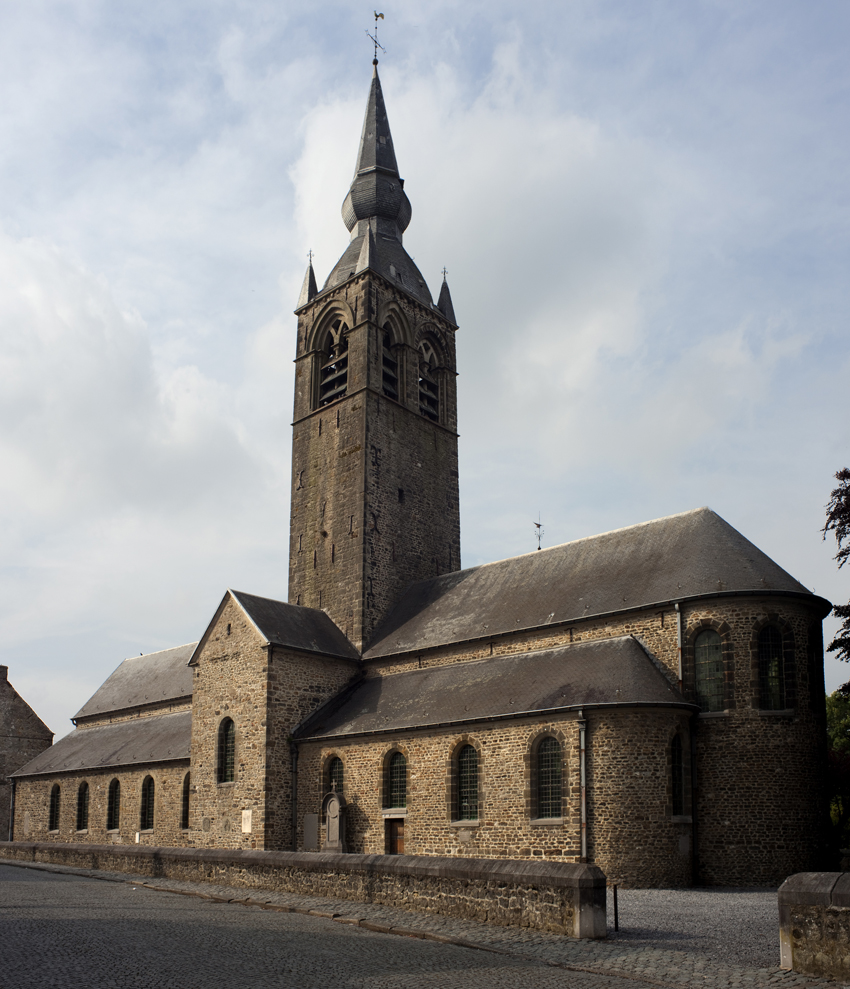
Iglesia deTodos los Santos
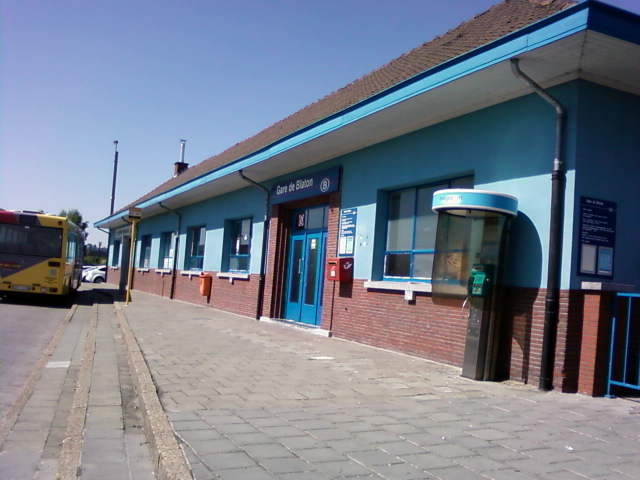
EstaciónNMBS
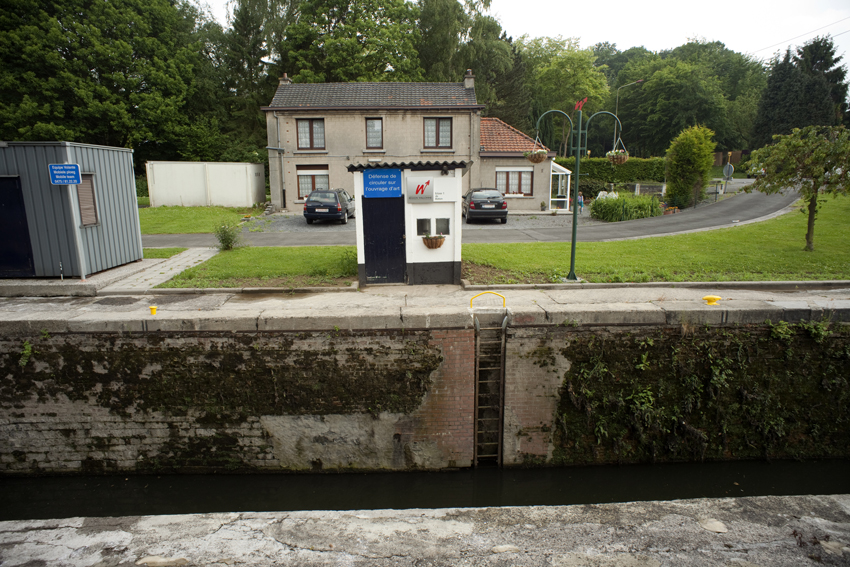
Esclusa